# کمیته ملی المپیک تاجیکستان
کمیته ملی المپیک تاجیکستان (انگلیسی: National Olympic Committee of the Republic of Tajikistan) یک سازمان ورزشی است که نماینده کشور تاجیکستان در کمیته بین‌المللی المپیک می‌باشد.
این سازمان که در سال ۱۹۹۲ تأسیس شده مسئول آماده‌سازی و اعزام ورزشکاران به بازی‌های المپیک، بازی‌های المپیک جوانان و بازی‌های آسیایی است.